# Хунерих
Гунерих (Хунерих; ванд. Hûnarix; лат. Hunirix, Hunericus) — король вандалов и аланов в 477—484 годах.

## Биография

### Происхождение
Старший сын Гейзериха, был послан в Рим в качестве заложника в 435 году по мирному договору, но вскоре вернулся. Имел братьев: старшего Гензона и младшего Теодориха. Стал королём в январе 477 года в возрасте примерно 50 лет после кончины отца, так как старший брат Гентон к этому моменту уже умер.

### Правление

#### Религиозная политика
Хунерих преимущественно уделял внимание внутреннему упрочению Вандальского королевства на севере Африки с помощью арианской церкви. Он преследовал манихеев, пытаясь достигнуть согласия с католической церковью. Хунерих ещё и потому стремился к согласию с католической церковью, что пытался заручиться её поддержкой для отмены прежнего порядка престолонаследования. Установленный Гейзерихом порядок наследования по сеньорату предусматривал переход власти к старшему члену королевского дома. Хунерих желал сохранить трон для своего старшего сына.
Позже отношения Хунериха с католической церковью ухудшились. В основе преследования ортодоксов преемниками Гейзериха лежали не только политические мотивы (их упрекали в связях с Византией и явно подозревали в предательстве), но и религиозный фанатизм ариан, особенно со стороны их духовенства. Когда император Византии Зенон потребовал в 480 — 481 годах у Хунериха замещения вакантных епископских должностей в Карфагене, вандальский король в ответ на это потребовал равных прав для арианской церкви в Константинополе и других восточных провинциях. В том случае, если Восточная Римская империя не пойдёт на эти условия, Хунерих грозил депортацией всех католических епископов Вандальского королевства «к маврам».
Отношения между Вандальским королевством и Восточно-Римской империей обострились в 482 году. Началась новая волна тяжёлых преследований католиков. Не желающих подчиняться Хунерих сжигал на кострах или предавал смерти другими способами; многим велел отрезать язык. Прокопий Кесарийский и Исидор Севильский называют его самым жестоким и несправедливым гонителем христиан-католиков в Африке.
Эдикт, обнародованный Хунерихом, требовал перехода всех католиков в арианство не позднее 1 июня 484 года. Виктор Витенский писал в конце 480-х годов как очевидец репрессий:

«Если попытается пишущий прибавить к рассказу хоть какую-то деталь из того, что творилось в Карфагене, пусть даже без стилистических прикрас, не сможет он назвать даже названий пыток. Всё это и сегодня стоит перед глазами, и всякий может видеть одних без рук, других без глаз, третьих без ног; у одних вырваны ноздри и обрезаны уши, у других от слишком долгого висения на кольях голова, прежде гордо поднятая, была вдавлена в плечи, когда палачи, рванув за верёвки изо всей силы, вздёргивали их ввысь над домами и раскачивали туда-сюда подвешенного. Иной раз рвались верёвки и кое-кто падал с этой высоты вниз со страшным ударом, иные, переломав себе все кости, долго не могли прийти в себя, многие вскоре испускали дух.»

#### Ослабление государства
Раскол общества ослаблял варварское государство. Этому способствовало и то, что при Хунерихе преследованиям стала подвергаться и вандальская знать, либо потому, что она не желала соглашаться с новым порядком престолонаследия, либо потому, что часть её стала сближаться с католической церковью. Хунерих преследовал семьи своих братьев Гензона и Теодориха, выслал их сыновей в пустынные места, казнил всех, кого заподозрил в связях с опальными родственниками.
Ослаблением государства воспользовались маврусии, захватившие ряд областей Вандальского королевства. В правление Гейзериха берберские племена подчинялись ему скорее добровольно, они участвовали в совместных набегах в Средиземноморье, в том числе в знаменитом разграблении Рима в 455 году. Но при Хунерихе маврусии, находившиеся на более примитивной стадии общественного развития, стали совершать набеги на своих северных соседей. Вандалы были не в состоянии вести с ними войну в труднодоступных горах Нумидии.
В правление Хунериха прекратились набеги вандалов на страны Средиземноморья. Как сообщает византийский историк Малх о переговорах посланников Хунериха с императором Зеноном:

«Этими словами вандалы скрывали своё бессилие. Они боялись и тени войны, ибо по смерти Гейзериха они совершенно предались неге и более не оказывали прежней силы и мужества в боях, не имели и тех приготовлений, которые на всякий случай имел Гейзерих, скорее приводивший в движение всякое предприятие, чем другие успеют о нём помыслить.»

Хунерих умер 23 декабря 484 года от болезни, после 8 лет правления.

### Семья
- 1-я жена: дочь короля вестготов Теодориха I, имя неизвестно. Гунерих женился на ней по настоянию своего отца Гейзериха. В основе этого брачного союза, видимо, лежал политический союз, направленный против Римской империи. Однако в 442 году Гейзерих заключил с Римом мирный договор. Гейзерих обвинил свою вестготскую невестку в заговоре (приготовлении яда), ей отрезали нос и уши и отослали к отцу в Галлию[4]. Историки предполагают, что причиной этому явилась возможность брака Хунериха с римской принцессой.
- 2-я жена с 455 года: Евдокия, дочь западно-римского императора Валентиниана III; попала вместе с матерью и сестрой в плен к вандалам при разгроме Рима в 455 году. Гейзерих отдал её замуж за Хунериха. Лишь в 472 году ей удалось бежать в Иерусалим. В браке Евдокия родила Хильдериха, ставшего королём вандалов (523—530).